# Municipio de Eureka (condado de Aurora)
El municipio de Eureka (en inglés: Eureka Township) es un municipio ubicado en el condado de Aurora en el estado estadounidense de Dakota del Sur. En el año 2010 tenía una población de 38 habitantes y una densidad poblacional de 0,43 personas por km².

## Geografía
El municipio de Eureka se encuentra ubicado en las coordenadas 43°42′45″N 98°38′3″O / 43.71250, -98.63417. Según la Oficina del Censo de los Estados Unidos, el municipio tiene una superficie total de 89.07 km², de la cual 88,86 km² corresponden a tierra firme y (0,24 %) 0,21 km² es agua.

## Demografía
Según el censo de 2010, había 38 personas residiendo en el municipio de Eureka. La densidad de población era de 0,43 hab./km². De los 38 habitantes, el municipio de Eureka estaba compuesto por el 100 % blancos. Del total de la población el 0 % eran hispanos o latinos de cualquier raza.